# Bauhaus-Schachspiel

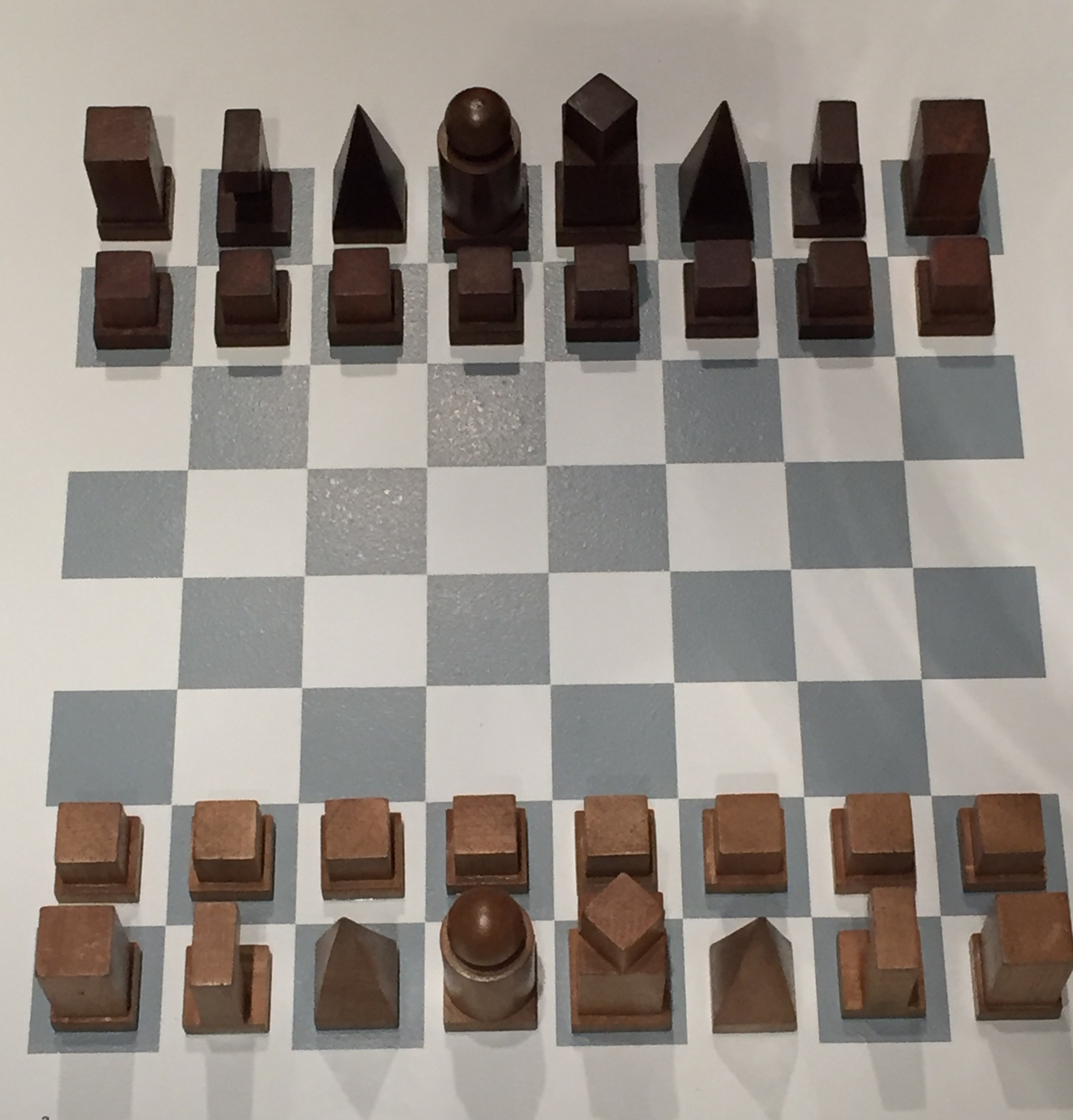
Bauhaus-Schachspiel (Modell I, 1922)

Als Bauhaus-Schachspiel werden Schachfiguren bezeichnet, die der Bildhauer Josef Hartwig 1923 am Staatlichen Bauhaus entworfen hatte. Die Figuren sind im Design auf Kreuze, Quadrate und Kreise reduziert und zeigen durch ihre Form und Proportion die jeweiligen möglichen Spielrichtungen auf.
Die Figuren des Schachspiels sind nicht durch historische herkömmliche Vorbilder bestimmt und erscheinen nicht figürlich. Ausschlaggebend für die Form der Schachfiguren ist ihre Funktion im Spiel. Damit können sich auch Anfänger die Regeln des Spiels leicht erschließen.
Mit dem Entwurf der Schachfiguren kam Josef Hartwig den Forderungen des Bauhausdirektors Walter Gropius nach, dass ein Gegenstand praktisch, haltbar, billig und schön sein müsse. Das Schachspiel war eines der ersten Serienprodukte des Bauhauses. Im Jahr 1924 gab es ein modifiziertes Design, das auf die Grundformen Würfel und Kugel aufbaut (wie der "Stein des guten Glücks" bei Goethes Gartenhaus). Heute wird das Bauhaus-Schachspiel  vom Schweizer Hersteller Naef produziert.
In einem Musterblatt des Bauhauses erklärte Josef Hartwig 1926 seine Formgebung bei den Schachfiguren:
„Die neuen Spielsteine sind gebildet aus den stereometrischen Grundformen: Würfel und Kugel. Einzeln oder kombiniert geben sie durch ihre Form die Gangart, durch ihr Volumen den Wert an. Der Bauer und der Turm ziehen winkelrecht zum Brettrand, ausgedrückt durch den Würfel. Der Springer bewegt sich rechtwinklig in Hakenform, rechtwinklige Würfelanordnung. Der Läufer zieht diagonal zum Brettrand: ein aus dem Würfel geschnittenes Schrägkreuz. Der König zieht winkelrecht und diagonal: ein kleiner Würfel über Eck auf einem größeren. Die Dame, die beweglichste Figur, besteht aus Würfel und Kugel. Sie steht dadurch in starkem Kontrast zum König. Turm und Bauer sind nur aus dem Würfel, dem Symbol des Massigen und Schweren, gebildet. Der Spielwert ist durch Höhe und Volumen bezeichnet: König und Dame, Läufer und Springer sind gleich groß und haben je das halbe Volumen des Turmes.“